# 民族行动党
民族行动党（土耳其語：Milliyetçi Hareket Partisi，缩写为MHP），又译民族主義运动党、民族主义行动党，是土耳其的一个极右翼政党。

## 历史
民族行动党的历史最初可追溯至1948年，当时土耳其主要反对党民主黨内的民族保守主义派系因对民主党不满，而宣布成立民族党，并在1950年土耳其大选中赢得了1个席位，但于1953年被关闭。次年，民族党以共和民族党的名称重新成立。1958年，共和民族党与因类似原因脱离于1952年脱离民主党的农业民族主义政党土耳其农民党合并为了共和农民民族党。并在1961年土耳其大選中取得了14%的选票和54个席位。1962年，共和农民民族党领导人奥斯曼·伯吕克巴舍因反对共和农民民族党与共和人民党建立联合政府而率领一批议员离开该党，重新建立了民族党，为共和农民民族党受到的支持造成了打击。
1965年8月1日，民族主义政治人物阿尔帕尔斯兰·蒂尔凯什击败了共和村民民族党原领导人，成为该党主席，控制了该党，并将泛突厥主义和反共主义元素融入该党话语，开始了将共和村民民族党转型为民族行动党的过程。1969年2月8至9日，蒂尔凯什将该党改名为民族行动党，并建立了官僚科层式组织结构，制度化了自己的个人专权。但该党仍处于困难阶段，其在选举中的表现仍然受伯吕克巴舍离开该党的影响——该党在1965年10月10日土耳其大选中取得了2.24%的选票和11个席位，在1969年10月12日土耳其大选中则取得了3.03%的选票和1个席位。
1972年，伯吕克巴舍因党内意见冲突辞去了民族党领导职务，并在1973年10月14日土耳其大选前的1973年9月9日辞去议员职务，退出政坛。由于民族党也主要靠伯吕克巴舍的个人魅力获得支持，这导致了民族党在1973年土耳其大選中失去了大部分选票和所有席位，民族行动党在此次选举中虽然只赢得了3.38%的选票和3个席位，但也失去了主要的同生态位对手。这一点加上民族行动党受正义党邀请组建土耳其第39届政府的原因，导致了民族行动党开始出现起色，在1977年土耳其大选中赢得了6.42%的选票和16个席位，并在之后同样由正义党主导的土耳其第41届政府中获得了副总理职务，以及贸易、卫生和社会事务、关税和垄断部这三个部门的部长职务，扮演了更重要的位置。
2002年土耳其大选中，该党失去了全部129个席位，因为它只赢了8.34%的选票（2,619,450票），低於政黨取得議席所需的10%全國得票率門檻。
2007年土耳其大选中，该党赢得了14.29%的选票（5,004,003票）和71个席位，成为议会第三大党，重返國會。
2011年土耳其大选中，该党赢得了13.01%的选票（5,585,513票）和53个席位，保持了第三大党地位。
2018年土耳其大选中，该党與埃爾多安的正義與發展黨結盟，並支持埃爾多安競選土耳其總統，最終該黨取得11.1%的選票，連同正義與發展黨控制國會過半數議席。

## 选举结果

### 大选
| 选年       | 党领袖                | 所得票数  | 得票率 | 议会席位  |
| ---------- | --------------------- | --------- | ------ | --------- |
| 1969       | 阿尔帕尔斯兰·蒂尔凯什 | 274,225   | 3.02%  | 1 / 450   |
| 1973       | 阿尔帕尔斯兰·蒂尔凯什 | 362,208   | 3.38%  | 3 / 450   |
| 1977       | 阿尔帕尔斯兰·蒂尔凯什 | 951,544   | 6.42%  | 16 / 450  |
| 1995       | 阿尔帕尔斯兰·蒂尔凯什 | 2,301,343 | 8.18%  | 0 / 550   |
| 1999       | 代夫莱特·巴赫切利     | 5,606,634 | 17.98% | 129 / 550 |
| 2002       | 代夫莱特·巴赫切利     | 2,629,808 | 8.35%  | 0 / 550   |
| 2007       | 代夫莱特·巴赫切利     | 5,001,869 | 14.27% | 71 / 550  |
| 2011       | 代夫莱特·巴赫切利     | 5,585,513 | 13.01% | 53 / 550  |
| 2015年6月  | 代夫莱特·巴赫切利     | 7,516,480 | 16.29% | 80 / 550  |
| 2015年11月 | 代夫莱特·巴赫切利     | 5,599,600 | 11.90% | 40 / 550  |
| 2018年     | 代夫莱特·巴赫切利     | 5,564,103 | 11.10% | 49 / 600  |

### 地方选举
| 选年 | 党领袖                | 省议会得票 | 得票率 | 行政区数量 |
| ---- | --------------------- | ---------- | ------ | ---------- |
| 1994 | 阿尔帕尔斯兰·蒂尔凯什 | 2,239,117  | 7.95%  | 118        |
| 1999 | 代夫莱特·巴赫切利     | 5,401,597  | 17.17% | 499        |
| 2004 | 代夫莱特·巴赫切利     | 3,372,249  | 10.45% | 248        |
| 2009 | 代夫莱特·巴赫切利     | 9,419,485  | 16.07% | 490        |

## 延伸阅读
- Başkan, Filiz. . 民族主义和种族政治. 2006年1月, 12 (1): 83–105. doi:10.1080/13537110500503877.